# Martina Maggio
Martina Maggio (Monza, 26 de julio de 2001) es un deportista italiana que compite en gimnasia artística.
Ganó tres medallas en el Campeonato Europeo de Gimnasia Artística de 2022, oro por equipos, plata en suelo y bronce en el concurso individual. Participó en los Juegos Olímpicos de Tokio 2020, ocupando el cuarto lugar en la prueba por equipos.

## Palmarés internacional
| Campeonato Europeo | Campeonato Europeo | Campeonato Europeo | Campeonato Europeo   |
| Año                | Lugar              | Medalla            | Prueba               |
| ------------------ | ------------------ | ------------------ | -------------------- |
| 2022               | Múnich (Alemania)  | Medalla de oro     | Concurso por equipos |
| 2022               | Múnich (Alemania)  | Medalla de plata   | Suelo                |
| 2022               | Múnich (Alemania)  | Medalla de bronce  | Concurso individual  |